# بویضه الریحانیه
بویضه الریحانیه (به عربی: بویضة الریحانیة) یک روستا در سوریه است که در المخرم واقع شده‌است. بویضه الریحانیه ۴۱۹ نفر جمعیت دارد.